# Brachythecium cavifolium
Brachythecium cavifolium là một loài rêu trong họ Brachytheciaceae. Loài này được Herzog mô tả khoa học đầu tiên năm 1916.